# Joan Hartigan
Joan Marcia Bathurst Hartigan, avstralska tenisačica, * 6. junij 1912, Sydney, Avstralija, † 31. avgust 2000, Sydney.
Trikrat se je uvrstila v finale turnirja za Prvenstvo Avstralije v posamični konkurenci in trikrat turnir tudi osvojila. Leta 1933 je v finalu premagala Coral Buttsworth, leta 1934 Margaret Molesworth in leta 1936 Nancye Wynne Bolton. Na turnirjih za Prvenstvo Anglije se je najdlje uvrstila v polfinale v letih 1934 in 1935, na turnirjih za Amatersko prvenstvo Francije pa v tretji krog leta 1934. V konkurenci ženskih dvojic se je trikrat uvrstila v finale turnirja za Prvenstvo Avstralije, v konkurenci mešanih dvojic pa je turnir osvojila leta 1934.

## Finali Grand Slamov

### Posamično (3)

#### Zmage (3)
| Leto | Turnir                   | Nasprotnica v finalu | Rezultat finala |
| 1933 | Prvenstvo Avstralije     | Coral Buttsworth     | 6–4, 6–3        |
| 1934 | Prvenstvo Avstralije (2) | Margaret Molesworth  | 6–1, 6–4        |
| 1936 | Prvenstvo Avstralije (3) | Nancye Wynne Bolton  | 6–4, 6–4        |

### Ženske dvojice (3)

#### Porazi (3)
| Leto | Turnir                   | Partnerica       | Nasprotnici v finalu                     | Rezultat finala |
| 1933 | Prvenstvo Avstralije     | Marjorie Gladman | Margaret Molesworth Emily Hood Westacott | 3–6, 2–6        |
| 1934 | Prvenstvo Avstralije (2) | Ula Valkenburg   | Margaret Molesworth Emily Hood Westacott | 8–6, 4–6, 4–6   |
| 1940 | Prvenstvo Avstralije (3) | Emily Niemeyer   | Nancye Wynne Thelma Coyne                | 5–7, 2–6        |

### Mešane dvojice (1)

#### Zmage (1)
| Leto | Turnir               | Partner    | Nasprotnika v finalu            | Rezultat finala |
| 1934 | Prvenstvo Avstralije | Edgar Moon | Emily Hood Westacott Ray Dunlop | 6–3, 6–4        |